# Bartina Harmina Wind
Bartina Harmina Wind (* 30. Mai 1891 in Rotterdam; † 1974) war eine niederländische Romanistin und Hochschullehrerin.

## Leben und Werk
Bartina Wind, Tochter des Naturwissenschaftlers Cornelis Harm Wind (1867–1911), studierte ab 1909 bei Marie Loke in Groningen und promovierte 1928 an der Universität Amsterdam bei Jean-Jacques Salverda de Grave mit der Arbeit Les mots italiens introduits en français au XVIme siècle (Deventer 1928, Utrecht 1973). Ab 1947 war sie Privatdozentin in Amsterdam, von 1953 bis zu ihrer Emeritierung 1961 Professorin für Französisch an der Universität Utrecht.

## Veröffentlichungen (Auswahl)
- als Hrsg.: Les fragments du roman de Tristan. Poème du XIIe siècle par Thomas. Leiden 1950, Genf 1960, 1962 und 1969.